# Egil Fischer
Egil Fischer, född 21 oktober 1878 i Köpenhamn, död 23 april 1963 i Ebeltoft, var en dansk arkitekt, stadsplanerare och målare. Fischer låg bakom planeringen av Femmøller Strand, den första planlagda semesterbyn och sommarhusområdet i Danmark. I samband med detta skrev han ett manifest med regler för sommarhusområden. Området är idag känt som Egil Fischers ferieby.
Fischer skapade stadsplaner för Svendborg (1941), Ebeltoft (1941) och Horsens (1942, tillsammans med C.O. Gjerløv-Knudsen). Han var också framgångsrik i stadsplanetävlingar, bland annat prisades han för stadsplaneförslag för Odense (1901) och i Köpenhamn för förslag till Grønningen (1902), Islands Brygge (1907) och Rådhuspladsen.
Fischer ritade även villor till Landsudstillingen i Aarhus 1909 och Gunnar Sadolins Museum i Dragør.
Han mottog Eckersbergmedaljen 1939.